# Jura (Gebirge)
Die Gebirgs- oder Höhenzugsbezeichnung Jura wird heute vor allem für den nordwestlich des Alpenkammes und des schweizerischen Mittellandes liegenden Französischen Jura (französisch Massif du Jura) und den Schweizer Jura verwendet, die eine geologisch-tektonische Einheit bilden. 
Im weiteren Sinne gehören auch die Schwäbische und die Fränkische Alb zu den gesamten Juragebirgszügen, die sich von den südlichsten Juraketten westlich des Lac du Bourget in der Nähe von Chambéry zur Klus der Rhone südwestlich von Genf und bis nach Coburg in Oberfranken erstrecken.

## Bedeutungsfeld Jura-Höhenzüge

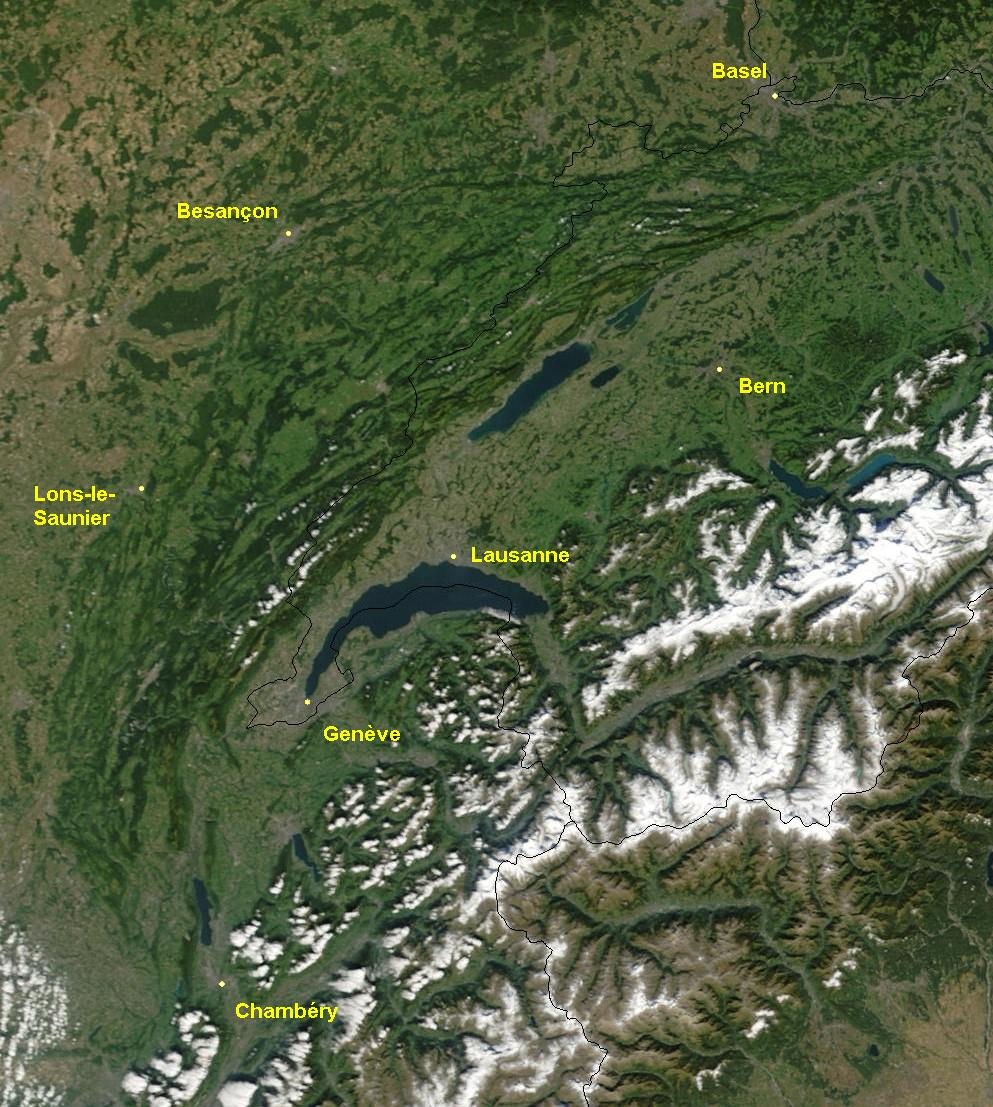
Satellitenbild des Juras

Vor allem im 19. Jahrhundert wurde seitens der Geologie auch für die Schwäbische Alb und die Fränkische Alb oder für Teile dieser Gebirge die Bezeichnung Jura verwendet und geprägt, heute geschieht dies auf Deutsch nur noch selten – diese Bezeichnungen haben sich dort nicht durchgesetzt. Die Zuordnung der im hoch- und niederalemannischen Mundartgebiet nördlich des Hochrheins liegenden Jurazüge (Klettgaujura, Randen, Baarjura) ist nicht eindeutig. Des Öfteren werden vor allem Baarjura («Baaralb») und Randen als Teil der Schwäbischen Alb betrachtet, was insofern inkorrekt ist, als die Südwestgrenze Schwabens bei Tuttlingen und Spaichingen verläuft und der Randen grösstenteils auf Schweizer Staatsgebiet liegt. Korrekt ist diese Einbeziehung aber hinsichtlich der Tatsache, dass Baarjura, Randen und Klettgaujura mit dem Jura der Schwäbischen Alb eine geologisch-tektonische Einheit bilden: Sie zählen allesamt zu einem einheitlichen Gebiet leicht schräggestellter und ungefalteter Juraschichten, die durch Erosion Schichtstufen ausbildeten. Diese Gebiete finden jedoch wiederum ihre Fortsetzung südlich des Hochrheins in Gebieten, die zum Schweizer Jura gezählt werden und dort – im Gegensatz zum Faltenjura – Tafeljura genannt werden. Während die Jurazüge mit ungefalteten Schichten jedoch auf die Aufwölbung des Gebietes zwischen Paris und Böhmerwald zurückgehen (siehe Südwestdeutsches Stufenland), steht der Faltenjura in direktem Zusammenhang mit der Bildung (Faltung) der Alpen, er kann sogar als kleiner Ausläufer der Alpen angesehen werden, der sich in Savoyen gegen Norden von deren Gebirgsmassiv trennt.
Der Unterschied zwischen Schweizer Jura und Schwäbischer Alb im weiteren Sinne rührt von den heutigen politischen Grenzen her und hat keine geologische Grundlage – der sich dieser Gegenüberstellung annähernde, signifikante Gegensatz ist derjenige zwischen Faltenjura und Tafeljura. Der Tafeljura ist Teil des Südwestdeutschen und Französischen Schichtstufenlandes, welche beide zusammen ein Antiklinal-Schichtstufenland bilden. Der ungefaltete Jura östlich des Oberrheingrabens (Basler und Aargauer Tafeljura, Schwäbische Alb etc.) hat sein notwendiges Gegenüber in den ungefalteten Jurazügen des Französischen Schichtstufenlandes westlich des Oberrheingrabens. Auch dieses Gebiet reicht bis an den Faltenjura des Französischen und Schweizer Jura heran. In der Schweiz liegt die Ajoie bereits im Gebiet des ungefalteten Juras (in der Schweiz auch hier Tafeljura genannt). Der Tafeljura des Aargaus, des Randen, der Schwäbischen Alb usw. hat also geologisch mehr mit dem Tafeljura von Ajoie, Burgundischer Pforte und Nordfranzösischem Schichtstufenland gemeinsam als mit dem Faltenjura des Schweizer und Französischen Juras.
Das hier behandelte Juragebirge (Französischer und Schweizer Jura) besteht überwiegend aus Faltenjura; kleinere Gebiete des Tafeljuras vor allem in der Schweiz im Nordosten (Gebiete am Hochrhein) und im Nordwesten (Ajoie, Burgundische Pforte) werden aber hier, wie auch sonst üblich, mitbetrachtet.

## Name
Ursprünglich stammt das Wort Jura aus dem Keltischen. Die Kelten nannten das Gebirge Jor, die Römer Juris, was so viel wie Wald oder Waldland bedeutet. Dies geschah vielleicht in Anlehnung an die ausgedehnten Wälder an den Hängen des Juras.
Die Namensgebung für die deutschen Jura-Landschaften leitet sich vom französisch-schweizerischen Jura ab, allerdings über den geologischen Umweg der Gesteinsbenennung. Zunächst wurde von Alexander von Humboldt um 1795 der Begriff Juragestein eingeführt für das im namensgebenden französisch-schweizerischen Jura anstehende Kalkgestein. Anschliessend wurde der Begriff Jura von Alexandre Brongniart (1829) zur Benennung der zugehörigen geologischen Gesteinsschicht übernommen. Erst später wurden die Schwäbische Alb und Fränkische Alb wegen ihres geologischen Aufbaus ebenfalls als Jura-Gebirge bezeichnet.

## Lage und Topografie
| Höhe   | Gipfel                 | Kanton oder Département |
| ------ | ---------------------- | ----------------------- |
| 1720 m | Crêt de la Neige       | Ain                     |
| 1718 m | Le Reculet             | Ain                     |
| 1702 m | Grand Crêt             | Ain                     |
| 1688 m | Colomby de Gex         | Ain                     |
| 1679 m | Mont Tendre            | Waadt                   |
| 1677 m | La Dôle                | Waadt                   |
| 1629 m | Pointe de Poêle Chaud  | Waadt                   |
| 1621 m | Crêt de la Goutte      | Ain                     |
| 1614 m | Grand Montrond         | Ain                     |
| 1608 m | Le Chasseron           | Waadt                   |
| 1607 m | Chasseral              | Bern                    |
| 1603 m | Crêt du Milieu         | Ain                     |
| 1588 m | Le Suchet              | Waadt                   |
| 1584 m | Crêt du Miroir         | Ain                     |
| 1567 m | Le Noirmont            | Waadt                   |
| 1560 m | Aiguilles de Baulmes   | Waadt                   |
| 1549 m | Crêt du l’Éguillon     | Ain                     |
| 1540 m | Crêt de Chalam         | Ain                     |
| 1536 m | Crêt des Frasses       | Ain                     |
| 1534 m | Grand Colombier        | Ain                     |
| 1534 m | Petit Montrond         | Ain                     |
| 1528 m | La Barillette          | Waadt                   |
| 1496 m | Signal du Mont du Chat | Savoie                  |
| 1495 m | Crêt Pela              | Jura                    |
| 1483 m | Dent de Vaulion        | Waadt                   |
| 1463 m | Mont d’Or              | Doubs                   |
| 1448 m | Crêt au Merle          | Jura                    |
| 1445 m | Hasenmatt              | Solothurn               |
| 1439 m | Mont Racine            | Neuenburg               |
| 1425 m | Chaîne de l’Epine      | Savoie                  |
| 1419 m | Morond                 | Doubs                   |
| 1395 m | Weissenstein (Röti)    | Solothurn               |
| 1382 m | Mont Sujet             | Bern                    |
| 1323 m | Le Grand Taureau       | Doubs                   |

Der Hauptteil des Juras befindet sich beidseits der Grenze zwischen Frankreich und der Schweiz. Grob kann man den Jura im Osten und Südosten durch das Schweizer Mittelland, im Norden durch den Hochrhein und die Oberrheinische Tiefebene, im Nordwesten durch die Burgundische Pforte, im Westen durch die Rhône-Saône-Senke, im Süden durch die Isère und die Chartreuse eingrenzen.
Der Jura ist ein geologisch junges Faltengebirge mit einer Längenausdehnung von etwa 300 km. Es beschreibt einen grossen halbmondförmigen, nach Südosten offenen Bogen (Arc Jurassien, Jurabogen). Die südlichste Jurafalte ist die Chaîne du Ratz, die bei Voreppe in Frankreich an der Isère beginnt und sich nach Nordosten parallel zum voralpinen Gebirge der Chartreuse zieht. Sie ist zwar deutlich niedriger als die Berge der Chartreuse, aber nur durch ein schmales Tal von diesen getrennt. Die zweite Jurafalte, die Montagne de l’Epine, beginnt beim Ort Les Échelles und zweigt bei Chambéry (Savoyen) von den Alpen in nördlicher Richtung ab. Je weiter man nun nach Norden kommt, desto mehr Ketten gesellen sich dazu und bilden ein ganzes Gebirgssystem. Westlich von Genf erreicht der Jura bereits eine Breite von 40 km. Hier vollzieht sich die allmähliche Richtungsänderung der Ketten nach Nordosten. Auf der Linie Besançon–Yverdon-les-Bains beträgt die grösste Breite des Gebirges rund 70 km. Bei Biel/Bienne ändern die Ketten ihre Richtung immer mehr nach Osten, das Gebirgssystem wird rasch schmaler, und die Zahl der nebeneinander liegenden Ketten nimmt ab. Die östlichste Jurakette, die Lägernkette, verläuft schliesslich in exakter West-Ost-Richtung und endet bei Dielsdorf im Kanton Zürich, indem die gebirgsbildenden Schichten unter die Molasse des Schweizer Mittellandes abtauchen.
Betrachtet man einen Querschnitt durch das Gebirge, so erreicht der Jura seine grössten Höhen meist in der südöstlichsten, direkt an das Mittelland grenzenden Kette. Von da an stuft sich das Gebirge in Richtung Nordwesten allmählich ab. Vom Schweizer Mittelland aus gesehen, erscheint der Jura daher als hoher, kaum gegliederter Kamm. Höchster Punkt ist der Crêt de la Neige (1720 m ü. M.), dann folgen Reculet (1718 m ü. M.) und Colomby de Gex (1689 m ü. M.), alle in Frankreich im Gebiet nordwestlich von Genf gelegen, genauso wie der etwas niedrigere Grand Crêt d’Eau (1621 m ü. M.). Im schweizerischen Teil des Juras sind die Erhebungen Mont Tendre (1679 m ü. M.), La Dôle (1677 m ü. M.), Chasseron (1607 m ü. M.) und Chasseral (1607 m ü. M.) besonders markant. Zahlreiche weitere Kämme weisen Gipfelhöhen zwischen 1000 und 1600 m auf. Im östlichsten Teil des Juras sind die Gipfel durchweg niedriger als 1000 m.
Mit einem Anteil von 70 % (9903 km²) liegt der Jura überwiegend in Frankreich. In der Schweiz macht der Jura etwa 10 Prozent (4200 km²) der Landesfläche aus. Anteil am Gebirgssystem haben die Kantone Waadt, Neuenburg, Jura, Bern, Solothurn, Basel-Landschaft, Aargau und Zürich. Ferner hat der Kanton Schaffhausen mit dem Randen Anteil am Tafeljura nördlich des Hochrheins.

## Geologie

### Sedimente
Das Juragebirge ist namensgebend für das geologische Zeitalter Jura, das von rund 200 bis 145 Millionen Jahren BP andauerte. Bereits im vorangehenden Zeitalter der Trias und dann während der ganzen Jurazeit befand sich südlich des kristallinen Sockels der Vogesen und des Schwarzwaldes, beides wesentlich ältere Gebirge als der Jura und die Alpen, ein tropisches Flachmeer, bekannt unter dem Namen Tethys oder Urmittelmeer. In den seichten, von Zeit zu Zeit trockenfallenden Buchten am Nordrand des Meeres verdunstete viel Wasser und schuf bedeutende Steinsalzlager (heute genutzt bei Schweizerhalle und Rheinfelden) und Gipslager (im Aargauer Jura).
In dem bis 200 m tiefen Flachmeer wurden im Lauf der Zeit mächtige Sedimentschichten abgelagert. Zwei Drittel davon waren Kalkstein, der Rest bestand aus zahlreichen darin eingeschalteten Mergel- und Tonschichten. Es gibt in der Jurazeit drei stratigrafische Einheiten (Serien), deren harte, verwitterungsbeständige Gesteinsschichten landschaftsbildend sind:
- Malm: oberste, jüngste Schicht, vor 161 bis 145 Millionen Jahren abgelagert, auf Grund der hellen Kalksteine auch weisser Jura genannt.
- Dogger: mittlere Schicht, vor 175 bis 161 Millionen Jahren abgelagert, auch brauner Jura genannt wegen des teilweise darin vorkommenden Brauneisens.
- Lias: unterste, älteste Schicht, vor 200 bis 175 Millionen Jahren abgelagert, wegen der darin enthaltenen dunklen Tonminerale auch schwarzer Jura genannt.

Am Ende der Jurazeit kam es zu einer Regression des Meeres, das sich allmählich nach Südwesten zurückzog. Relativ geringmächtige Meeresablagerungen aus der nachfolgenden Kreidezeit gibt es deshalb nur im Jura westlich von Biel.
Jede dieser Gesteinsschichten enthält zahlreiche Fossilien, manche sind dabei nur für bestimmte Schichten charakteristisch, so genannte Leitfossilien. Im Jura wurden auch viele Reste von Saurierskeletten gefunden, vor allem Meeres- oder Ichthyosaurier. In der Nähe von Lyon kamen sogar versteinerte Fussabdrücke von Dinosauriern zum Vorschein.

### Entstehung des Gebirges (Jurafaltung)
Die Schweizer Jurafaltung hängt eng mit der letzten Phase der Alpenbildung zusammen. Da auch die jüngsten vorhandenen Sedimente des Miozäns verfaltet sind, muss die Faltung im späten Miozän und im Pliozän stattgefunden haben, das heisst in der Zeit vor etwa 10 bis 2 Millionen Jahren. Durch den Schub im Zusammenhang mit der Verschiebung des afrikanischen Kontinents nach Norden, der mit der Alpenbildung einherging, wurden auch die nordwestlich der mit Molasseablagerungen aufgefüllten Geosynklinale des Schweizer Mittellandes, das bis in das französische Mittelgebirge und das nördliche Alpenvorland reicht, wieder an die Oberfläche vordringenden älteren Gesteinsschichten der Jurazeit aufgeworfen und verfaltet. Das kristalline Grundgebirge erfuhr keine Faltung. Die Abscherungsfläche, also die Gleitschicht zwischen den unverfalteten und den verfalteten Gesteinsschichten, bildeten die Steinsalz- und Anhydritschichten aus der Triaszeit. Der Gesamtwert des Zusammenschubs variiert zwischen 2 und etwa 35 Kilometern (im Querschnitt im Bereich nördlich von Genf, Mont Tendre, Risoux und angrenzende Ketten).

### Landschaftsformen

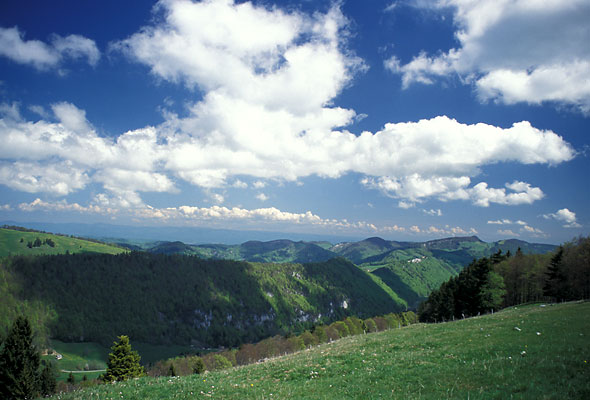
Teil des Faltenjuras im Kanton Solothurn

Aufgrund der Art und der Erosion der Verfaltung unterscheidet man zwei tektonische Haupteinheiten, die sich auch im Landschaftsbild abzeichnen, den Faltenjura und den Tafeljura.
Der Hauptteil des Gebirges wird vom Faltenjura eingenommen. Dieser untergliedert sich noch weiter in Kettenjura und Plateaujura. Der Kettenjura besteht aus langgestreckten stark gefalteten Höhenzügen mit Erhebungen bis über 1600 m ü. M., vorwiegend im Südostteil des Gebirges. Daran schliessen sich im Nordwesten wasserarme Hochflächen mit Plateaujura an (grösstenteils in Frankreich gelegen, in der Schweiz vor allem die Freiberge).
Ganz im Nordosten (am Hochrhein) und Nordwesten (Ajoie) findet man ungefalteten Tafeljura, der tektonisch gesehen Teil des Südwestdeutschen und Französischen Schichtstufenlandes ist.
Charakteristisch für den Jura und einzigartig in Europa ist die vor allem im südwestlichen Jura nahezu ungestörte Abfolge von Faltenscheiteln (Antiklinalen), welche die Hügelzüge bilden, und Faltenmulden (Synklinalen), welche meist als langgezogene Täler ausgebildet sind. Die oberste Gesteinsschicht der Antiklinalen besteht vorwiegend aus hartem Kalkstein, während sich in den Tälern fluviatile Sedimente aus Erosionsmaterial ansammeln. Wird die harte Deckschicht einer Antiklinale durch Erosion aufgebrochen, können auch Antiklinaltäler, sogenannte Klusen (frz. Cluses), entstehen, die oftmals beidseitig von steilen Felswänden der übrig gebliebenen Kalkrippen begleitet werden. Solchen Durchbruchstälern quer durch das Gebirge folgen teilweise grosse Flüsse so wie die Rhone bei Le Lavoux, wo im 16. Jahrhundert die französische Festung Fort l’Écluse errichtet wurde, und die Aare im Juraquertal zwischen Brugg und Untersiggenthal.
Ausserdem kann die Deckschicht an der Seite einer Antiklinale wegerodiert werden. Sobald die harte Kalkschicht durchbrochen ist, schreitet die Erosion im darunter liegenden weichen Ton und Mergel deutlich schneller voran. Dadurch bilden sich imposante Ausräumungskessel; bekannte Beispiele dafür sind der Creux du Van im Neuenburger Jura und der Cirque de Baume im französischen Jura. An Orten, wo zwei Ketten stark auseinanderweichen, befinden sich grössere Becken, beispielsweise das Val de Ruz, das Delsberger Becken und das Laufener Becken.

## Gewässernetz
Der Jura hat ein wesentlich weniger dichtes und weniger verzweigtes Gewässernetz als andere Mittelgebirge. Dies ist dadurch zu erklären, dass das Regenwasser nicht überall oberirdisch abfliesst, sondern direkt im porösen Kalkuntergrund versickert. Es gibt im Jura viele Trockentäler, die in früheren, niederschlagsreichen Klimaperioden geformt wurden, heute jedoch nie oder nur nach sehr starken Niederschlagsereignissen Wasser führen.

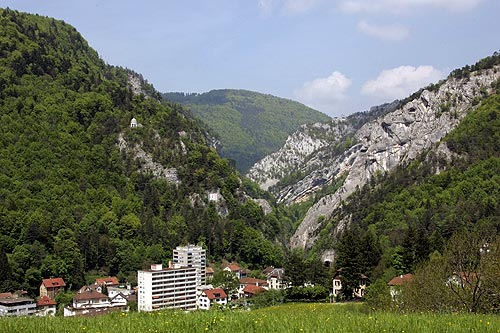
Gorges de Moutier

Das Flusssystem des Juragebirges ist antezedent. Das bedeutet, dass die grösseren Fliessgewässer bereits vor der Auffaltung des Gebirges bestanden haben. Als nun die Faltung einsetzte, behielten die Flüsse ihre Laufrichtung bei und erodierten mit ihrer Wasserkraft die Gesteinsschichten genau so schnell, wie deren Auffaltung voranschritt. Deshalb bildeten sich im Jura zahlreiche enge, tiefe Schluchten (die Klusen), welche die gefalteten Gebirgskämme durchbrechen, eine weitere charakteristische Landschaftsform des Gebirges. An den Felswänden dieser Klusen sind meist sämtliche Gesteinsschichten einer Falte aufgeschlossen. Bekannte Klusen sind diejenigen der Birs südlich und nördlich von Moutier, die Gorges du Pichoux der Sorne, die Klus von Balsthal, die Klusen der Schüss nördlich von Biel (u. a. Taubenlochschlucht) sowie der Défilé de l’Écluse der Rhône südwestlich von Genf.
Längstes Fliessgewässer im Jura ist der Doubs, der sich canyonartig in den Plateaujura eingegraben hat. Weitere wichtige Flüsse sind der Ain, die Loue, die Orbe, die Areuse, die Schüss und die Birs. Natürliche Seen liegen fast ausschliesslich in Hochtälern im südwestlichen Teil des Juras, darunter der Lac de Joux zusammen mit dem Lac Brenet, der Lac des Taillères, der Lac de Saint-Point und der Lac de Chalain. Mehrere Speicherseen befinden sich an den Flussläufen von Doubs und Ain.
Sowohl in Flüssen als auch in Seen (z. B. Lac de Joux) versickert mancherorts Wasser im Kalkuntergrund und tritt erst kilometerweit entfernt an einem tieferen Ort in Quellen mit starker Schüttung wieder ans Tageslicht. Diese Quellen befinden sich meist am Fuss einer hohen, senkrechten Felswand (Vauclusetyp), beispielsweise Source de la Loue und Source du Lison südlich von Besançon, aber auch Source de l’Orbe und Source de l’Areuse.

## Klima und Vegetation

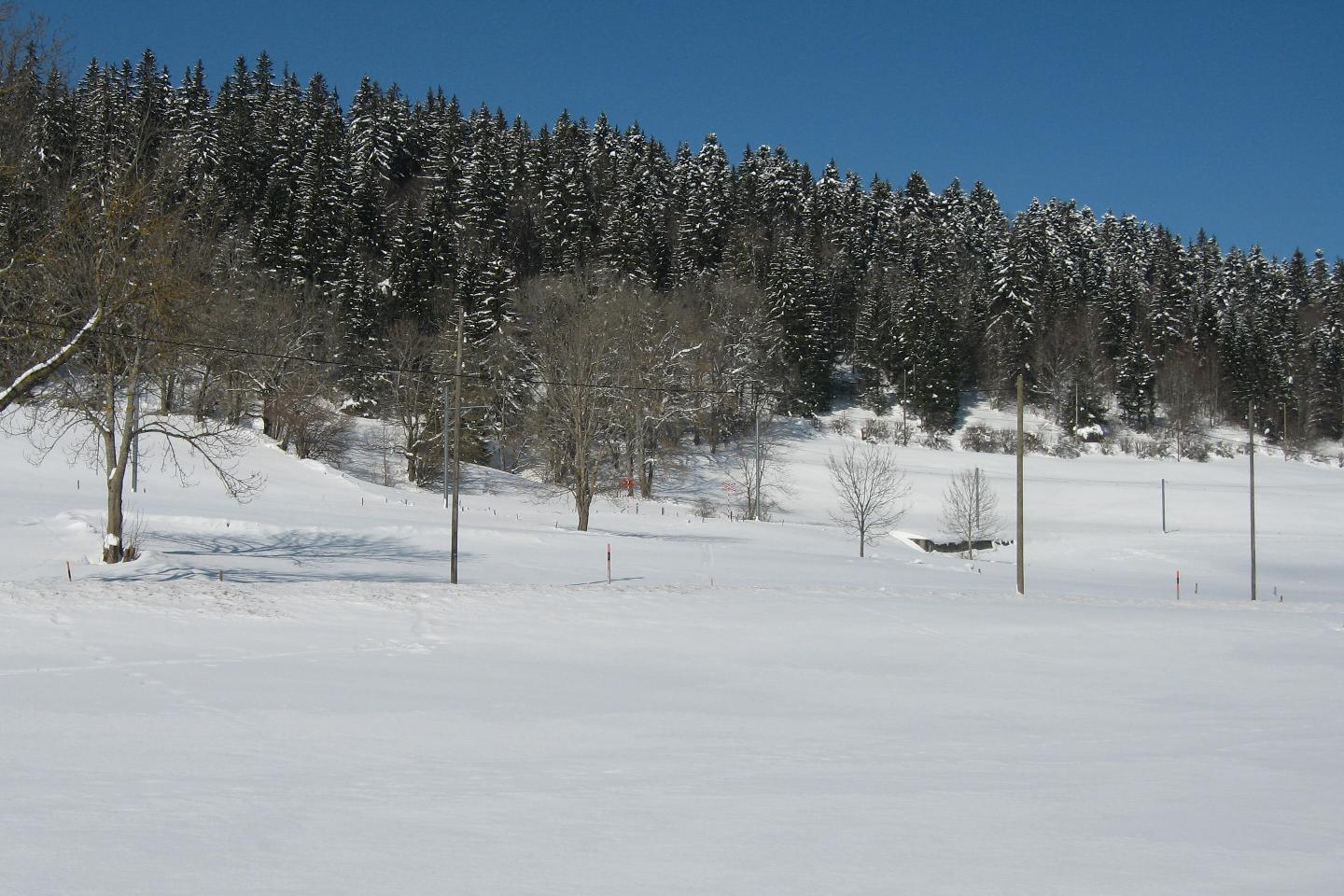
Jura-Landschaft im Winter bei La Sagne im Vallée de La Sagne, auch als Vallée des Ponts bezeichnet, im Neuenburger Jura

Das Klima auf den Jurahöhen ist mitunter rau, feucht und kalt. Die Hauptniederschlagsmenge fällt in den Sommermonaten in Form von Gewittern, regional jedoch sehr unterschiedlich verteilt. Diese werden teilweise vom stürmischen Joran-Wind begleitet. Aber auch im Winter gibt es des Öfteren länger anhaltende Niederschlagsereignisse. Die vollkommen abgeschlossenen Hochtäler auf über 1000 m ü. M. in den Schweizer Kantonen Neuenburg, Waadt und den angrenzenden französischen Départements Doubs und Jura sind bekannt für sehr niedrige Temperaturen im Winter, weil sich hier in Strahlungsnächten die Kaltluft ansammeln kann (Entstehung sogenannter Kaltluftseen). So wurden am 12. Januar 1987 mit −41,8 °C an der MeteoSchweiz-Messstation in La Brévine die tiefsten offiziell je gemessenen Temperaturen in der Schweiz und am 13. Januar 1968 mit −36,7 °C an der MétéoFrance-Station in Mouthe die tiefsten Temperaturen für Frankreich jeweils im Jura registriert. Aus dem Vallée de Joux ist eine inoffizielle Messung von −41 °C vom 31. Januar 1888 bekannt, im Januar 1985 wurde in der Combe des Amburnex durch die Forschungsanstalt Changins (heute Agroscope) eine Temperatur von −46 °C registriert.
Der Jura besitzt grosse Waldflächen. Typische Baumarten und am weitesten verbreitet sind Nadelhölzer wie Fichten, Kiefern und Tannen; es gibt aber auch ausgedehnte Buchen- und Eichenwälder. Diese Waldlandschaft ist durchsetzt mit offenen Weiden, auf denen weit verstreut riesige einzelne Fichten stehen. Im Frühling sind viele dieser Weiden mit Osterglocken übersät, speziell zwischen Grande Sagneule (Neuenburger Jura im Nordosten vom Col de La Tourne) und Sauge (oberhalb Biel). Die Baumgrenze liegt klimatisch bedingt auf etwa 1400 bis 1500 m ü. M., im französischen Jura auf 1600 m ü. M. Darüber befinden sich ausgedehnte, relativ karge Bergweiden. Im äussersten Südwesten des Juras und im Bereich des Flusses Ain bemerkt man bereits den Einfluss des mediterranen Klimas auf die Vegetation. Vegetationsgeschichtlich gesehen bemerkenswert ist das erst späte Vordringen der Fichte vom Westjura her Richtung Osten. Erst stärkere Rodungen seit dem 18. Jahrhundert verschafften dem gegenüber Weisstanne und Buche stärker lichtbedürftigen Baum auch im Ostjura eine Existenzgrundlage. Dafür verschwanden die früher weit verbreiteten Eichenwälder aufgrund forstwirtschaftlicher Bedürfnisse der Industrialisierung weitgehend.
In den Becken und Tälern wird Ackerbau und intensive Weidewirtschaft betrieben. Die stark geneigten Hänge des Jurasüdfusses eignen sich zusammen mit der ausgleichenden Wirkung der Jurarandseen auf das Lokalklima hervorragend für Weinbau.

## Bevölkerung
Dicht besiedelt ist der Jura vor allem an seinen Rändern. Am Jurasüdfuss liegen zahlreiche Städte: Genf, Yverdon-les-Bains, Neuenburg, Biel, Solothurn, Olten und Aarau. Am Juranordfuss befinden sich Basel, Montbéliard sowie Besançon und am Westrand des Gebirges Lons-le-Saunier und Bourg-en-Bresse.
Innerhalb des Juras weisen nur die tieferen Täler eine verhältnismässig hohe Bevölkerungsdichte auf, die Hochtäler und Hochebenen im französischen Jura sind nicht zuletzt wegen des rauen Klimas und der Abgeschiedenheit äusserst gering besiedelt.
In den Gebirgstälern liegen zahlreiche Städte. Die grösste Jurastadt ist La Chaux-de-Fonds, die mit Le Locle in einem Hochtal des Neuenburger Juras liegt. Weitere Städte und Ortschaften im Jura mit mehr als 10'000 Einwohnern sind Le Locle, Liestal, Delémont, Pontarlier, Champagnole, Saint-Claude, Oyonnax und Bellegarde-sur-Valserine.
Der grösste Teil der Bewohner des Juras ist heute französischsprachig. Nur im östlichen Teil wird Deutsch gesprochen. In der Schweiz zieht die Sprachgrenze vom Bielersee aus zuerst nach Nordosten, dann nach Nordwesten zur Grenze zum Elsass. Das französische Sprachgebiet schiebt sich dabei mit den Becken von Moutier und Delémont keilförmig in deutschsprachiges Gebiet. Dieser Abschnitt der germanisch-romanischen Sprachgrenze hat sich seit dem Mittelalter nur wenig verändert. Die deutschsprachigen Grenzorte in der Schweiz sind von Süd nach Nord: Schafis, Ligerz, Twann, Tüscherz-Alfermée, Vingelz (Gemeinde Biel/Bienne), Magglingen, Evilard (die beiden letzten Gemeinden sind wie Biel/Bienne zweisprachig), Bözingen, Pieterlen, Lengnau, Grenchen, Bettlach, Selzach, Lommiswil, Gänsbrunnen, Welschenrohr, Seehof, Envelier, Schelten, Beinwil, Erschwil, Grindel, Bärschwil, Riedes-Dessus (Oberriederwald, Gemeinde Soyhières), Niederriederwald, Liesberg, Kleinlützel, Roggenburg, Ederswiler, Löwenburg und – historisch gesehen – auch der ehemalige, mit Frankreich geteilte Klosterort Lützel. Moderne mehrheitlich deutschsprachige Exklaven sind u. a. Mont-Tramelan und Rebévelier.

## Wirtschaft

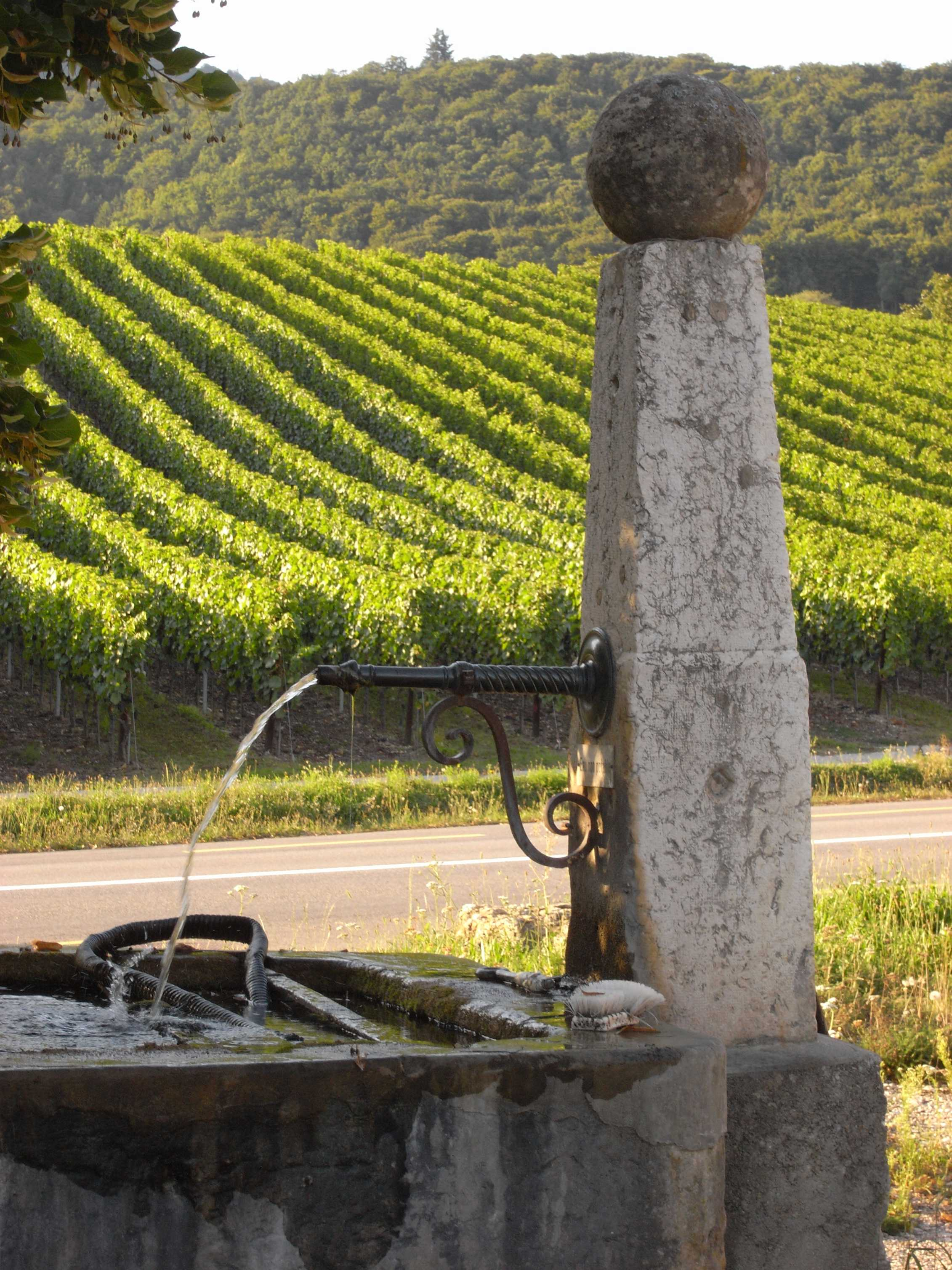
Ländlicher Brunnen in Concise an der Strasse nach Neuchâtel aus Jura-Kalkstein der Region

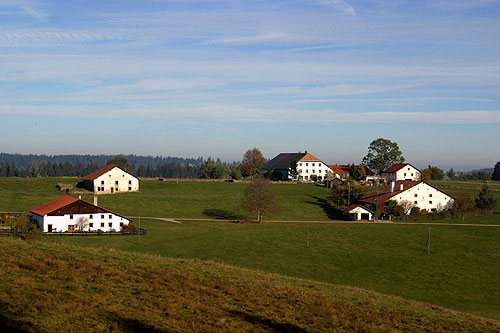
Typische Bauernhäuser des Juras in den Freibergen

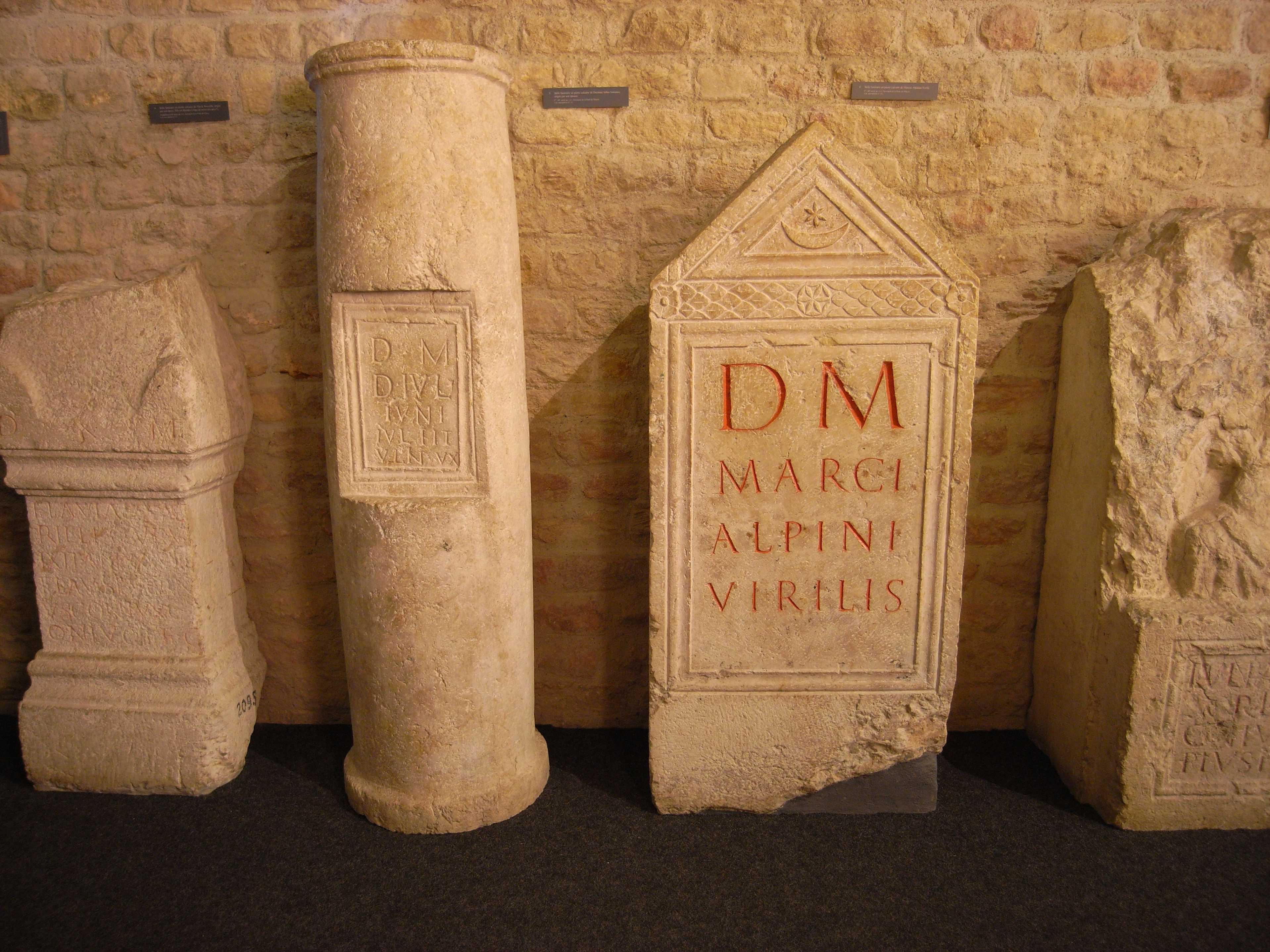
Stelen aus Jura-Kalkstein aus gallo-römischer Zeit (Musée romain Avenches)

Seit dem Mittelalter dominierte im Jura die Landwirtschaft. Einen bedeutenden Anteil an der Erschliessung der Kulturlandschaft hatten die seit dem Frühmittelalter entstandenen Klöster. Daneben gab es Handwerk, Handel, Gastgewerbe und zu einem geringeren Anteil auch Fischerei. Erstmals in die bestehenden Wirtschaftsstrukturen eingegriffen wurde im 18. Jahrhundert durch das Aufkommen der Spitzenklöppelei. Dadurch erhielten viele Bauern und deren Angehörige einen willkommenen Verdienst durch Heimarbeit. Eine gewisse wirtschaftliche Bedeutung in einzelnen Gegenden des Juras (Val de Travers) hatte auch die Absinth-Produktion.
Später im 18. Jahrhundert setzte in den Tälern die Industrialisierung ein, vorerst mit der Textil-, danach mit der Uhrenindustrie. Im 19. Jahrhundert erlebte die Uhrenindustrie einen starken Aufschwung. Sie war hauptsächlich im Neuenburger und im Berner Jura angesiedelt. Die Zentren der Uhrmacherei (Biel, La Chaux-de-Fonds, Le Locle, Saint-Imier, Sainte-Croix) hatten in der ersten Hälfte des 20. Jahrhunderts ihre Blütezeit. Beim massiven Einbruch der Uhrenindustrie in den Jahren von 1975 bis 1985 ging in diesem Sektor die Zahl der Beschäftigten um etwa die Hälfte zurück. Die Folge davon war ein starker Bevölkerungsverlust, einige Orte hatten einen Rückgang der Einwohnerzahl um 30 Prozent zu verzeichnen.
Anstelle der Uhrenindustrie haben sich in neuerer Zeit die Metall- und Maschinenindustrie etabliert. Grosse Bedeutung haben auch Betriebe, die auf dem Gebiet der Mechanik, Mikrotechnik und Elektronik spezialisiert sind. Beschäftigte im ersten Sektor betreiben vor allem Milchwirtschaft und Viehzucht oder sind in der Forstwirtschaft tätig. Die Abwanderung aus den ländlichen, abgelegenen Gebieten stellt aber heute noch ein Problem in weiten Teilen des Juras dar.
An vielen Stellen des Juragebirges wurden Steinbrüche zur Gewinnung von Bau- und Dekorationssteinen angelegt. Einige von ihnen gehen noch auf gallo-römische Aktivitäten zurück, wie das geschützte Flächendenkmal La Raisse bei Concise belegt. Zahlreiche erhaltene Zeugnisse dieser Art werden im Römischen Museum (Musée Romain) von Avenches aufbewahrt. Weitere bedeutende Abbaustellen finden sich bei Neuenburg und im Bereich Vue des Alpes. Diese Jura-Kalksteine prägen in auffallender Weise die Architektur, Plastik und Profanbauten der Region, und einige sind sogar darüber hinaus angewandt worden. Von überregionaler Verbreitung sind beispielsweise die als «Marmor» vorwiegend zu dekorativen Zwecken verarbeiteten Kalksteine Jaune Lamartine und Brocatelle de Chassal aus der historisch bedeutsamen Marbrerie des Nicolas Gauthier von Molinges im französischen Teil des Juragebirges.

## Verkehr
Grössere Verkehrsachsen verlaufen im Jura hauptsächlich durch die Längstäler und die Klusen. Das Gebirge wird von fünf Autobahnen durchquert, wobei jeweils viele Kunstbauten (Tunnels und Brücken) erstellt werden mussten. In der Schweiz verbindet die Autobahn A3 Basel mit Zürich durch den Bözbergtunnel, die A2 verläuft von Basel durch den Belchentunnel in Richtung Bern/Luzern. In Frankreich stellt die A40 die Verbindung zwischen Lyon und Genf, die A41 diejenige zwischen Lyon und Chambéry her. Durch den Berner Jura und den Kanton Jura führt zwischen Biel und Boncourt die Transjurane (A16), die aber nur teilweise Autobahnstandard erhält. Zwischen diesen Hauptachsen verlaufen weitere Strassen von überregionaler Bedeutung, welche den Jura mit einem Passübergang überqueren (Col de la Faucille, Col de la Givrine, Col de Jougne, Vue des Alpes (auch mit Strassentunnel), Unterer Hauenstein).
Das Eisenbahnnetz ist im Schweizer Jura infolge der Industrialisierung in den Tälern relativ dicht. Bedeutende juraquerende Bahnlinien gehen von Basel aus in Richtung Zürich (Bözberglinie), Olten (Hauensteinlinie) und Biel (Jurabahn), von Neuenburg via Pontarlier und Frasne nach Dijon, von Lausanne via Vallorbe nach Frasne sowie von Genf über Bellegarde nach Lyon.
Den Jura durchquerten mehrere römische Strassen, von denen noch einzelne Wegspuren und andere Überreste zu sehen sind, so wie die lateinische Inschrift am Tunnel der Pierre Pertuis nördlich von Biel.
An den bereits im Mittelalter wichtigen Strassen durch den Jura wurden an strategisch interessanten Orten (meistens im Bereich der Klusen) mächtige Burgen zur Kontrolle des Passüberganges oder des Klusdurchgangs errichtet. Besonders viele Burgruinen findet man im Birstal sowie am Oberen und Unteren Hauenstein. Im 17. und 18. Jahrhundert erlangte das Château de Joux südlich von Pontarlier grosse strategische Bedeutung. An der Strasse von Bellegarde nach Genf steht bei der Rhoneklus die Festung Fort d’Écluse.

## Tourismus

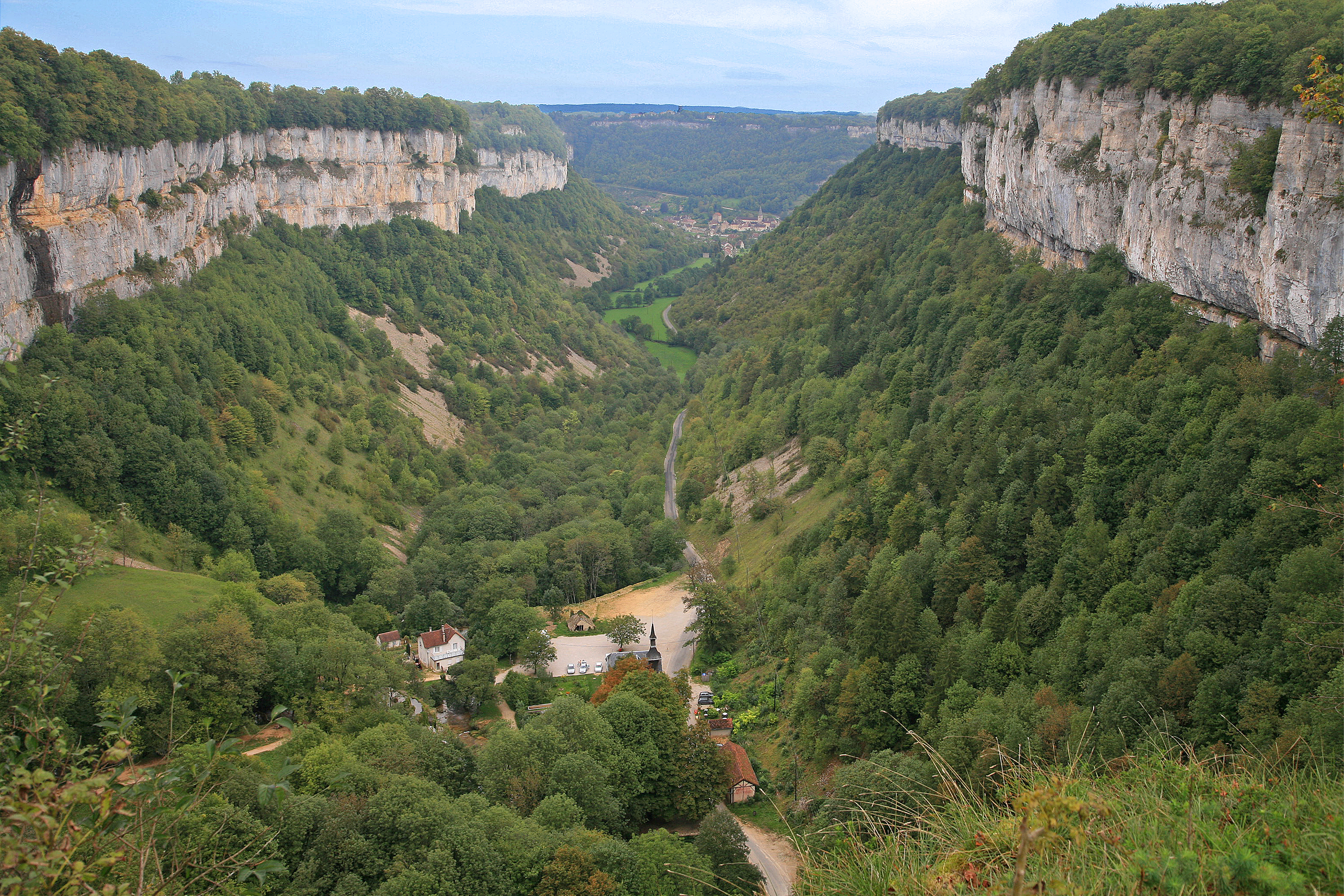
Landschaft im französischen Jura

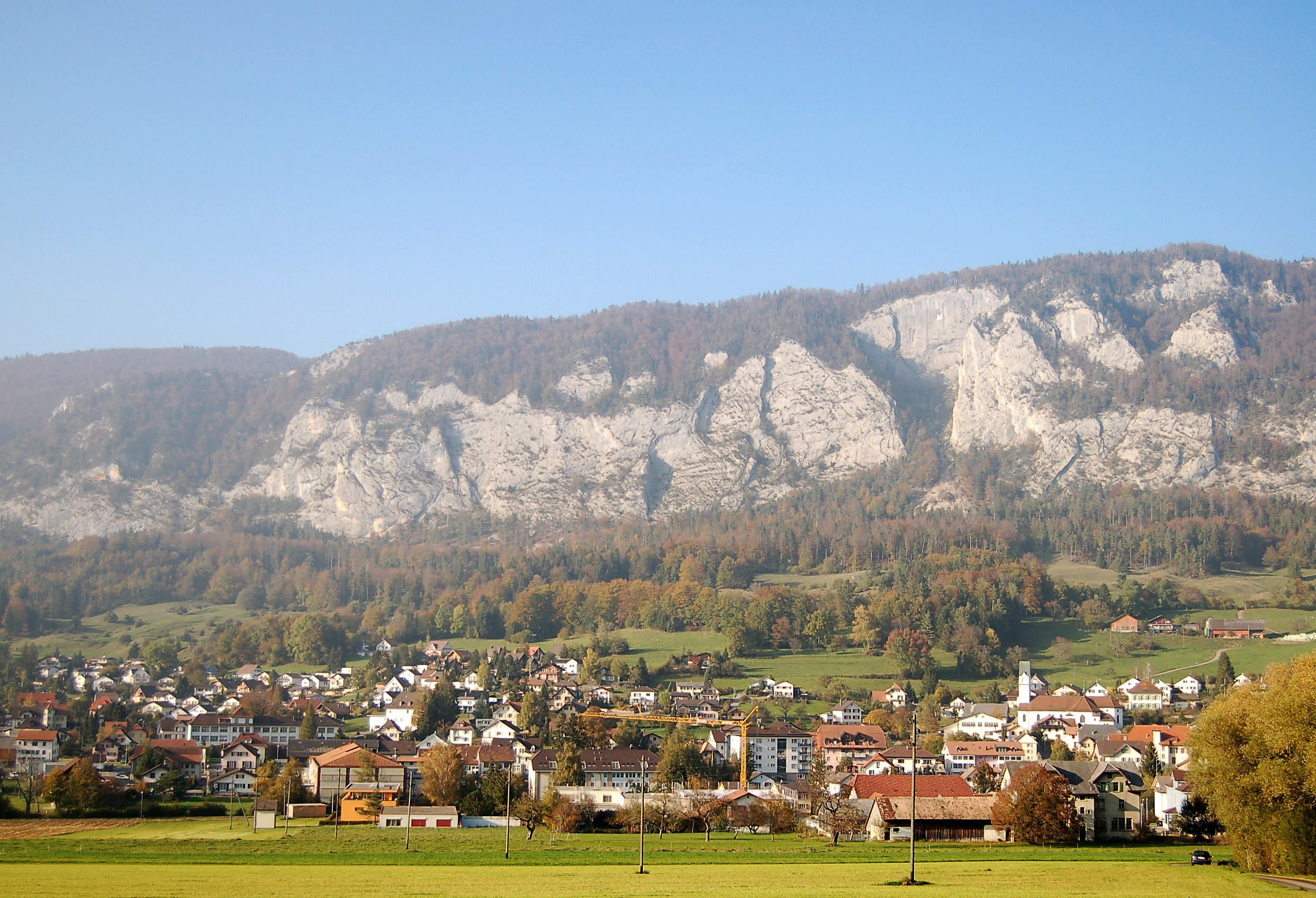
Welschenrohr SO und 2. Jurakette

Der Jura bietet zahlreiche Möglichkeiten zum Wandern und für den Wintersport. Der Jurahöhenweg ist ein Wanderweg, der entlang des gesamten schweizerischen Anteils des Jurabogens, weitgehend auf den Scheiteln der höchsten (südöstlichen) Ketten, verläuft. Die Grande Traversée du Jura ist ein Fernwanderweg im französischen Teil des Juras, der aber auch grenzüberschreitende Abschnitte besitzt. Im Winter existieren Loipen für Skilanglauf sowie Schneeschuhrouten, die sich teils an den Fernwanderwegen orientieren. Der Jura ist eines der grössten zusammenhängenden Langlaufgebiete der Schweiz. Ausserdem gibt es zahlreiche lokale und regionale Wanderwege und Loipen. Daneben existieren einige kleine und mittelgrosse Wintersportorte für den alpinen Skisport. Durch seine Höhenlage gilt das Hochplateau als schneesicheres Gebiet für Skilanglauf und Schneeschuhwandern. Einige Bergbauernhöfe (Métairies) bieten Verpflegung an und werden teils auch im Winter bewirtschaftet.
Radwanderwege führen durch die flachen Hochebenen. Auf die Höhen kommt man mit dem Fahrrad entweder per Zug oder durch eines der langsam ansteigenden Täler. Der Radweg Jura-Route durchquert den Jura auf 277 Kilometern zwischen Basel und Nyon am Genfersee. Bei Kletterern sind die zahlreichen senkrechten Felswände beliebt.
Von der höchsten Jurakette bietet sich an Tagen mit klarem Wetter ein Panorama über das je nach Lage 30 bis 70 Kilometer breite Mittelland hinweg auf die gesamte Alpenkette. Für Landschaftsfreunde gibt es zahlreiche Natursehenswürdigkeiten wie Höhlen, Quellen, Kessel und Schluchten: Grottes de l’Orbe, Grottes de Réclère, Source de la Loue, Source Bleue, Creux du Van, Cirque de Baume etc. Besonders malerisch ist der im Kanton Jura gelegene Teil des Juras, der Freiberge (frz.: Franches Montagnes) genannt wird. Dieser Teil des Juras wird durch weite Weiden und grosse, freistehende Fichten geprägt und ist bekannt für seine Pferde.
Aufgrund der eher verkehrsarmen, weitläufigen und oft schön geschwungenen Strassen ist der Jura auch unter Motorradfahrern ein beliebtes Ausflugsgebiet.
Zur Förderung des Tourismus (und der biologischen Vielfalt) ist seit etwa 2015 die Wiederansiedlung des Wisents im Naturpark Thal im Gespräch. Dort liegt eines der grössten zusammenhängenden Waldgebiete der Schweiz, nämlich der Nordhang der Weissenstein-Kette.